# Фёжер, Леон
Леон Жак Фёжер (фр. Léon Feugère; 2 февраля 1810, Вильнёв-сюр-Йонн, Бургундия — Франш-Конте — 13 января 1858, Париж) — французский учёный, писатель
, литературный критик, историк литературы, педагог.
С 1828 года был профессором риторики Лицея Генриха IV, в следующем году получил степень агреже, с 1831 года преподавал в лицее Людовика Великого, в 1854 году — в Лицее Кондорсе.
Редактировал много изданий произведений XVI века и написал «Etienne de La Boétie» (1845) и «Caractères et portraits littéraires du XVI siècle».
В 1834 году был награждён премией Французской академии за панегирик Монтиону.